# پاکور دوم
پاکور دوم (به زبان پارتی: 𐭐𐭊𐭅𐭓) اشک بیست و سوم و یکی از کسانی است که پس از مرگ بلاش یکم در بخشی از ایران فرمانروایی می‌کرد.
به نقل از دانشنامه ایرانیکا او در سال ۸۰ میلادی به تخت سلطنت نشست.
به‌طور دقیق روشن نیست که پس از بلاش یکم چه کسی به قدرت رسیده‌است. چنین به نظر می‌رسد که منازعاتی بر سر قدرت وجود داشته و چند نفر هم‌زمان ادعای حکومت داشته‌اند و هر یک زمام امور بخشی از ایران را در دست داشته‌اند. به جز پاکور دو مدعی دیگر پادشاهی به نام‌های اردوان سوم و بلاش دوم نیز بوده‌اند که این خود باعث بروز جنگهای خانگی بسیاری شد. پیشینهٔ دودمانی و تعلق آنها به خاندان اشکانی و طول زمان پادشاهی آنها روشن نیست، ولی احتمال داده می‌شود که پاکور از سال ۷۸ تا ۱۰۸ یا ۱۱۰ میلادی فرمانروایی کرده باشد. برخی پاکور را پسر بلاش یکم دانسته‌اند.
از دورهٔ فرمانروایی پاکور اطلاعات زیادی در دست نیست. گفته شده‌است که او تیسفون پایتخت اشکانیان را توسعه داد. در زمان پاکور شخصی در روم قیام نمود و خود را نرون نامید، ولی موفقیتی به دست نیاورد و به ایران گریخت و پاکور او را به درخواست رومیان به آنها تحویل داد.